# Janów (powiat radomski)
Janów – wieś w Polsce położona w województwie mazowieckim, w powiecie radomskim, w gminie Skaryszew. Ma status sołectwa.
| SIMC    | Nazwa  | Rodzaj     |
| ------- | ------ | ---------- |
| 0637000 | Leonów | przysiółek |

W latach 1975–1998 miejscowość należała administracyjnie do województwa radomskiego.
Wierni Kościoła rzymskokatolickiego należą do parafii św. Andrzeja Boboli w Małęczynie.